# Melanophryniscus dorsalis
Melanophryniscus dorsalis – gatunek płaza bezogonowego z rodziny ropuchowatych.

## Systematyka
Gatunek ten jest jednym z przedstawicieli rodzaju Melanophryniscus zaliczanego do rodziny ropuchowatych (Bufonidae). W przeszłości uznawano go za podgatunek Melanophryniscus stelzneri.

## Rozmieszczenie geograficzne
Płaz ten zalicza się do endemitów. Spotyka się go jedynie na południowo-wschodnim wybrzeżu Brazylii, na terenie stanów Rio Grande do Sul i Santa Catarina.

## Ekologia
Żyje na wysokości od 0 do 20 m nad poziomem morza.
Jego siedlisko to piaszczyste wydmy i rosnąca na nich roślinność, także łąki.

## Cykl życiowy
Rozwój larwalny ma miejsce w tymczasowych zbiornikach wodnych.

## Status zagrożenia i ochrona
W Czerwonej księdze gatunków zagrożonych IUCN płaz ten od 2023 roku klasyfikowany jest jako gatunek najmniejszej troski (LC, ang. Least Concern); wcześniej, od 2004 roku uznawano go za gatunek narażony (VU, ang. Vulnerable).
Tam, gdzie nadal występuje, wydaje się gatunkiem pospolitym. Trend liczebności populacji oceniany jest jako spadkowy.
Z zagrożeń IUCN wymienia powstałe zniszczenie środowiska naturalnego (plaże, urbanizacja, plantacje, farmy wiatrowe czy wydobycie niobu), a także rozjeżdżanie przez pojazdy off-road wykorzystywane w celach rekreacyjnych. Zagrożenie stanowią też zmiany klimatyczne.
Gatunek zamieszkuje kilka obszarów chronionych.